# Фёльдвари, Тибор фон
Тибор фон Фёльдвари (венг. Tibor von Földváry; 5 июля 1863 года, Эттевень, ныне медье Дьёр-Мошон-Шопрон, Венгрия — 27 марта 1912 года, Будапешт, Венгрия) — фигурист из Венгрии чемпион Европы 1895 года, серебряный призёр чемпионата Европы 1892 года, бронзовый призёр чемпионата Европы 1894 года в мужском одиночном катании. Закончил спортивную карьеру до появления чемпионата Венгрии и чемпионата мира по фигурному катанию. Был судьёй на международных соревнованиях.

## Спортивные достижения
| Соревнования/Сезоны | 1892 | 1893 | 1894 | 1895 |
| ------------------- | ---- | ---- | ---- | ---- |
| Чемпионаты Европы   | 2    | 4    | 3    | 1    |